# Gorap
Le gorap est une langue d'Indonésie. Au nombre d'environ 1 000 (1992), ses locuteurs habitent l'île de Morotai et le centre de l'île de Halmahera dans la province des Moluques du Nord.
Le gorap est une langue non classée de la branche malayo-polynésienne des langues austronésiennes. Son vocabulaire contient de nombreux emprunts au ternate et à l'indonésien. Avec ce dernier en particulier, on trouve 85 % de lexique commun mais le gorap n'est pas intelligible pour un locuteur de l'indonésien.
Sa syntaxe se caractérise entre autres par un ordre des mots différent de celui des langues austronésiennes en général.
Les Gorap pensent que leurs ancêtres sont venus de l'île de Célèbes.